# Hexagenia bilineata
Hexagenia bilineata is een haft uit de familie Ephemeridae. De wetenschappelijke naam van de soort is voor het eerst geldig gepubliceerd in 1824 door Say.
De soort komt voor in het Nearctisch gebied.